# Lago Ter
Il lago Ter è un lago svizzero nel distretto Jura-Nord vaudois del canton Vaud. Si trova ad una altezza di 1.017 m s.l.m., poco lontano dal paese di Le Lieu e dal lago di Joux.
Il lago è alimentato da due piccoli corsi d’acqua (Ecluse e Séchey) e, similmente a quanto succede per gli altri due laghi della valle di Joux, il lago di Joux e il lago Brenet, non possiede emissari visibili in superficie poiché le sue acque defluiscono a livello sottoterraneo.